# كينا كونوفا
كينا كونوفا Kina Konova (بالبلغارية Кина Конова) (ولدت في سيفليفو في أيلول 1872 وتوفيت في صوفيا في 2 أيار 1952) ولدت باسم كينا موتافوفا وهي معلمة ومترجمة ووكيلة دعاية ومنادية بحق المرأة في الانتخاب وناشطة في مجال حقوق المرأة. كانت المؤسِّسة المشاركة وقائدة أولى المنظمات الاشتراكية المحلية النسوية في بلغاريا مجتمع الأصدقاء Society of Friends الفرع النسائي (1889)، ومؤسسة الجمعية النسوية المحلية ناديجداNadejda  (1897).
كانت نشيطة كمعلمة فكانت أبكر من ناقش تعليم المرأة وحالة المعلمات. في عام 1901، كانت المؤسس المشارك للاتحاد النسائي البلغاري مع فيلا بلاغويفا وإيكاترينا كارافيلوفا وآنا كريما وجوليا مالينوفا. كانت المنظمة هي التنظيم الرئيس لسبعة وعشرين منظمة نسوية محلية أُسست في بلغاريا منذ 1878. وكانت قد أُسست كرد على تقييدات تعليم المرأة والدخول للدراسة الجامعية في تسعينات القرن التاسع عشر ومن أجل زيادة مشاركة وتطوير الفكر النسوي نسقت ملتقيات وطنية واستعملت صوت المرأة كأداة لها.